# Cara Cunningham

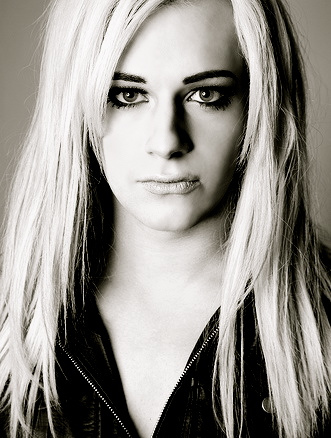
Cara Cunningham

Cara Cunningham (* 7. Dezember 1987) ist eine amerikanische Internetberühmtheit, Sängerin und Pornodarstellerin. Bekannt wurde Cunningham, als sie im September 2007 ein Leave Britney Alone benanntes Video auf YouTube verfügbar machte, in dem sie unter Tränen das Comeback der Pop-Sängerin Britney Spears bei den MTV Video Music Awards verteidigte.

## Leben
Cunningham wurde im Osten Tennessees geboren. Ihre Mutter diente als Armeeangehörige im Irak. Sie wurde von ihren Großeltern als Junge aufgezogen. Sie erzählt, sie habe viel Aufmerksamkeit erhalten, weil sie lieber Barbie-Puppen zum Kindergarten mitbrachte, statt der typischen Spielzeuge für Jungen. Cunningham wurde aufgrund von Morddrohungen und Mobbing zu Hause unterrichtet.
Ihr 2007 veröffentlichtes Leave Britney Alone-Video wurde auf Youtube innerhalb von zwei Tagen mehr als vier Millionen Mal aufgerufen. Cunninghams Video erhielt internationale Medienaufmerksamkeit und es entstanden zahlreiche Parodien. Cunningham ist selbsternannte „Edutainerin“, die viele Videos über Transgeschlechtlichkeit produziert. Im August 2021 machte Cunningham öffentlich, dass sie seit drei Jahren als Frau lebt und mit einer Hormonersatztherapie begonnen habe. Zuvor hatte sie sich als nicht-binär definiert.
Im September 2008 startete Cunningham unter dem Künstlernamen „Chris Crocker“ ihre Musik-Karriere mit ihrer Debüt-Single Mind In The Gutter. In der Folge erschienen weitere Singles und im Januar 2011 ihr erstes Musikvideo Freak Of Nature. Ihre erste EP The First Bite erschien 2011 digital auf iTunes und erreichte bereits in den ersten Stunden den Platz 2 in den Top Electronic Albums. Ihre zweite EP erschien 2013 unter dem Namen Chris Cunningham. Sie stieg auf Platz 84 in den iTunes Electronic Charts ein und erreichte Platz 5. Im Gegensatz zu ihrer ersten EP, die überwiegend im Dance-Stil gehalten war, bestand diese EP größtenteils aus Balladen und enthielt ein Duett mit ihrer Mutter. Cunninghams Debütalbum mit dem Titel More Than Three Words erschien am 1. Februar 2015.
Zwischen 2012 und 2014 erschienen zwei Pornofilme, an denen sie als Schauspielerin beteiligt war. Zudem erschien 2013 die Dokumentation Me @ the Zoo von Valerie Veatch und Chris Moukarbel, mit Cunningham als Protagonistin.

## Diskografie
Alben 
- 2015 More Than Three Words, Download
- 2016 Full Frontal, Download
- 2018 Chris Cunningham, Download
- 2020 Legacy: The Compilation Album, Download

 Extended Plays 
- 2011 The First Bite, Download
- 2013 Walls Down, Download
- 2015 Fire, Download
- 2018 Remixed

Singles
| Jahr | Titel               | Charts | Album                 |
| ---- | ------------------- | ------ | --------------------- |
| 2008 | Mind In The Gutter  | 34     | -                     |
| 2010 | Love You Better     | -      | -                     |
| 2010 | Best Of Both Worlds | -      | -                     |
| 2010 | Fell For The Enemy  | -      | -                     |
| 2010 | Freak Of Nature     | -      | The First Bite        |
| 2011 | I Want Your Bite    | 12     | The First Bite        |
| 2011 | Second To None      | -      | -                     |
| 2011 | Tug Of War          | -      | -                     |
| 2011 | Taking My Life Back | -      | -                     |
| 2012 | Locked Up Lovers    | -      | -                     |
| 2012 | Lucky Tonight       | -      | -                     |
| 2013 | Breaking Up         | -      | Walls Down            |
| 2014 | Know By Now         | -      | -                     |
| 2015 | Give Your Love Away | -      | More Than Three Words |
| 2015 | In The Mood         | -      | -                     |
| 2015 | Unzip               | 2      | -                     |
| 2015 | Tall                | -      | -                     |
| 2015 | Jealousy            | -      | -                     |
| 2015 | Feel Alive          | -      | -                     |
| 2015 | Out of Touch        | -      | Full Frontal          |
| 2015 | Not Fair            | -      | -                     |
| 2015 | Light Switch        | -      | -                     |
| 2016 | Pudding             | -      | -                     |
| 2016 | Psycho              | -      | Full Frontal          |
| 2016 | Haunts Me           | -      | Full Frontal          |
| 2016 | Deep End            | -      | -                     |
| 2016 | Someone Like Me     | -      | -                     |
| 2016 | Low Key             | -      | -                     |
| 2016 | Made of Stone       | -      | -                     |
| 2017 | Touch It            | -      | -                     |
| 2017 | What If             | -      | -                     |
| 2018 | Like You            | -      | -                     |
| 2018 | So Bad              | -      | -                     |
| 2018 | Let Me Down         | -      | -                     |
| 2020 | The Conjuring       | -      | -                     |
| 2020 | Set Us Free         | -      | -                     |
| 2020 | High                | -      | -                     |
| 2020 | Body                | -      | -                     |
| 2020 | Blessing            | -      | -                     |
| 2021 | Bedroom Actress     | -      | -                     |
| 2021 | Sinner              | -      | -                     |

### Musikvideos
- 2011 Freak Of Nature (Regie: Worm Carnevale)
- 2012 One Day (Regie: Cara Cunningham)
- 2015 Give Your Love Away (Regie: Adam J Dunn)